# Линевилски мир
Мир у Линевилу потписан је 9. фебруара 1801. године између Прве француске републике и Светог римског царства под Францом II. Један је од мировних споразума којим је окончан рат Друге коалиције.

## Позадина
Франц II је пристао на мир у име свих владара који су владали наследним доменима Хабзбуршке монархије и оних који владају територијама које су у саставу Светог римског царства. У име Француске републике, мир је потписао Жозеф Бонапарта, док је у име цара потписао аустријски министар спољних послова Лудвиг фон Кобленц. Аустријска војска поражена је од Наполеона Бонапарте у бици код Маренга (14. јун 1800) и Жана Мороа у бици код Хоенлиндена (3. децембар 1800) након чега је цар приморан да тражи мир. Аустрија је потписала још један у низу понижавајућих споразума. Заједно са Амијенским миром, мир у Линевилу означио је крај рата Друге коалиције против Наполеона. Велика Британија једина је држава која је после 9. фебруара 1801. године остала у рату са Француском, што је потрајало још годину дана.

## Одредбе
Миром је утврђено да ће између две стране "заувек трајати мир, слога и добро разумевање". Аустрија је приморана да спроведе услове Кампоформијског мира закљученог 1797. године по завршетку рата Прве коалиције. Француска контрола над левом обалом Рајне проширена је у "потпуни суверенитет", а Република се одрекла свих права на територије источно од Рајне. Уређене су спорне границе у Италији. Од територија Великог војводства Тоскане формирана је Етрурска краљевина, а војводи Фердинанду III обећана је компензација у Немачкој. Свето римско царство признало је самосталност Батавијске, Хелветске и Лигуријске републике. Потврђена је аустријска контрола над Венецијом и далматинском обалом. Аустријанци поново улазе у рат против Француске 1805. године.